# Osiedle Vesty w Poznaniu
Osiedle Vesty w Poznaniu – niewielki zespół mieszkalny w Poznaniu na osiedlu administracyjnym Jeżyce, wybudowany w latach 1936-1937 przy ul. Bukowskiej 11/13 (niedaleko Kaponiery).
Teren obecnego osiedla dawniej zagospodarowany był chaotycznie i przypadkowo. Dopiero w 1929, w sąsiedztwie nowo wybudowanego kina „Bałtyk”, powstał rząd pawilonów handlowych, związanych z obsługą zlokalizowanych po drugiej stronie ulicy obszarów Powszechnej Wystawy Krajowej. Po zakończeniu wystawy funkcjonowały one jeszcze przez jakiś czas, a w 1936 zostały zastąpione przez trzy 5-kondygnacyjne bloki zbudowane dla pracowników Towarzystwa Ubezpieczeń Wzajemnych Vesta, założonego w Poznaniu w 1873 jako Vesta - Bank Wzajemnych Ubezpieczeń.
Budynki reprezentują zdobywający wtedy w Poznaniu popularność styl modernistyczny i usytuowane są na osi północ-południe, tak, aby zapewnić właściwe doświetlenie wnętrz. Projektantem był Marian Andrzejewski. Było to drugie osiedle Vesty, po toruńskim. Z urbanistycznego punktu widzenia, zastosowano tu kontrowersyjny układ - bloki nie tworzą na tym odcinku zwartej pierzei, lecz są ustawione prostopadle do ulicy Bukowskiej (tak, aby zachować wspomniany wyżej układ północ-południe). Pomiędzy blokami umieszczono zielone enklawy rekreacyjne.
Osiedle sąsiaduje przez ulicę Bukowską z terenami Międzynarodowych Targów Poznańskich, a obok stoi hotel Sheraton Poznań.